# Wolayersee
Wolayersee eller Wolayer See (italienska: Lago Volaia) är en sjö i Österrike.   Den ligger i förbundslandet Kärnten, i den centrala delen av landet, 300 km sydväst om huvudstaden Wien. Wolayersee ligger 1 897 meter över havet.
Trakten runt Wolayersee består i huvudsak av gräsmarker. Runt Wolayersee är det ganska glesbefolkat, med 29 invånare per kvadratkilometer.